# Emballement fisherien
L'emballement fisherien,,, appelé aussi théorie du runaway est un mécanisme de sélection sexuelle avancé pour la première fois par le biologiste britannique Ronald Aylmer Fisher en 1915 et développé en 1930 dans son livre The Genetical Theory of Natural Selection, pour rendre compte de l'évolution de caractères sexuels secondaires exagérés sous la pression sélective d'un choix du partenaire systématiquement orienté sur la valeur prise par ce caractère. Ce modèle apporte une explication à la sélection sexuelle de caractères qui manifestement n'augmentent pas la valeur sélective de survie, à partir d'une rétroaction positive, un mécanisme d'« emballement ».

## Explication
Charles Darwin était l'inventeur de la théorie de sélection naturelle, mais aussi de la sélection sexuelle. Selon lui, dans une population animale dotée de capacités mentales assez développées pour permettre aux individus de choisir un partenaire sexuel, les membres d'un des deux sexes peuvent trouver qu'un caractère physique particulier est plus attirant chez l'autre sexe. Cette attirance rend ce caractère sexuellement avantageux pour l'individu qui le porte vis-à-vis de ceux qui ne le portent pas. Celui qui le porte aura donc plus de descendance et répandra mieux l'ensemble de ses caractères héréditaires, dont ceux qui le rendent plus attirant. Les caractères les plus attirants deviendront donc de plus en plus fréquents aux générations suivantes. De plus, les individus du sexe opposé sont également plus avantagés s'ils ont une préférence pour les individus ayant les caractères les plus attirants, car ces caractères confèreront plus d'avantages reproductifs à une descendance qui les portera. Un « sens esthétique » favorisant la sélection se développe donc parallèlement chez le sexe opposé. 
Ronald Fisher a développé et modélisé mathématiquement l'idée de Darwin, par un processus désigné sous le terme d'« emballement ». Selon Fisher, au fil des générations, il y a un effet boule de neige qui facilite le développement de caractères sexuels secondaires de plus en plus prononcés, et cela est aussi valable pour le développement d'une plus grande attirance de la part du sexe opposé pour ces caractères. Ce processus s’intensifie de génération en génération, de plus en plus rapidement, selon une courbe exponentielle, et ce jusqu'à ce que la consommation d'énergie permettant de produire ces caractères, et leurs désavantages pour l'adaptation à l’environnement, s'équilibrent avec l'avantage reproductif de les posséder,.
Comme Darwin, Fisher utilise le paon, parmi d'autres exemples, pour illustrer sa théorie. La queue du paon a besoin de beaucoup d'énergie pour croître et être entretenue, plus elle est grande, plus l'agilité de l'oiseau diminue, et plus elle est colorée, plus la visibilité de l'animal vis-à-vis de ses prédateurs augmente. Pourtant, le paon n'a pas évolué vers une réduction de sa queue, ce qui montre que l'espèce en tire quelque avantage.
L'emballement fisherien explique que la paonne a également un fort avantage à sélectionner, parmi tous les mâles qui se proposent à elle, le mâle avec la queue la plus longue et la plus colorée. En effet, sa progéniture mâle a plus de chances d'hériter d'une queue longue et colorée et aura donc de meilleures chances de s'accoupler avec un grand nombre de femelles, transmettant avec un plus grand succès aux générations suivantes non seulement les caractères du père mais aussi ceux issus de la mère. S'il existe une variabilité dans la perception des signaux sexuels parmi les femelles, celles qui montrent une préférence plus marquée et affinée que les autres sont plus performantes pour sélectionner les mâles qui ont le plus de succès auprès de la majorité des femelles. Ces paonnes qui discriminent mieux les mâles transmettront mieux aux générations suivantes cette capacité (par l'intermédiaire de leurs fils qui transmettront, de manière indirecte, plus efficacement cette capacité à un grand nombre de petites-filles). Ainsi la capacité des femelles à sélectionner les mâles qui ont le plus de succès auprès de l’ensemble des femelles s’accentuera et s'affinera de génération en génération, selon le même processus que pour la longue queue colorée des mâles. Au fil des générations, les femelles deviennent de plus en plus exigeantes et sélectives envers les mâles en fonction de leur apparence. 
L'attirance pour les queues longues et colorées constitue donc un avantage sélectif pour les paonnes, comme l'est pour le paon mâle le fait d'avoir une queue longue et colorée. C'est cette convergence des avantages sélectifs des mâles et des femelles dans le processus de sélection sexuelle qui explique ce développement exponentiel appelé « emballement ». Cet emballement se produit inévitablement dès lors que, par l'effet du hasard dans un premier temps, une caractéristique phénotypique nouvelle chez l'un des deux sexes est perçue comme plus attirante par la majorité des individus du sexe opposé. La conséquence est que ces caractères sexuels secondaires, mais aussi la préférence de la part du sexe opposé pour ces caractères, prennent rapidement une ampleur exagérée de génération en génération, sans procurer aucun avantage objectif pour l'adaptation à l'environnement. Mais, dès qu'apparaissent des désavantages trop importants pour la survie et l’adaptation à l’environnement, un équilibre s'installe ensuite inévitablement entre les deux forces évolutives que sont la sélection sexuelle et la sélection naturelle de survie.

## Mécanisme de l'emballement

### Sélection naturelle et sélection sexuelle

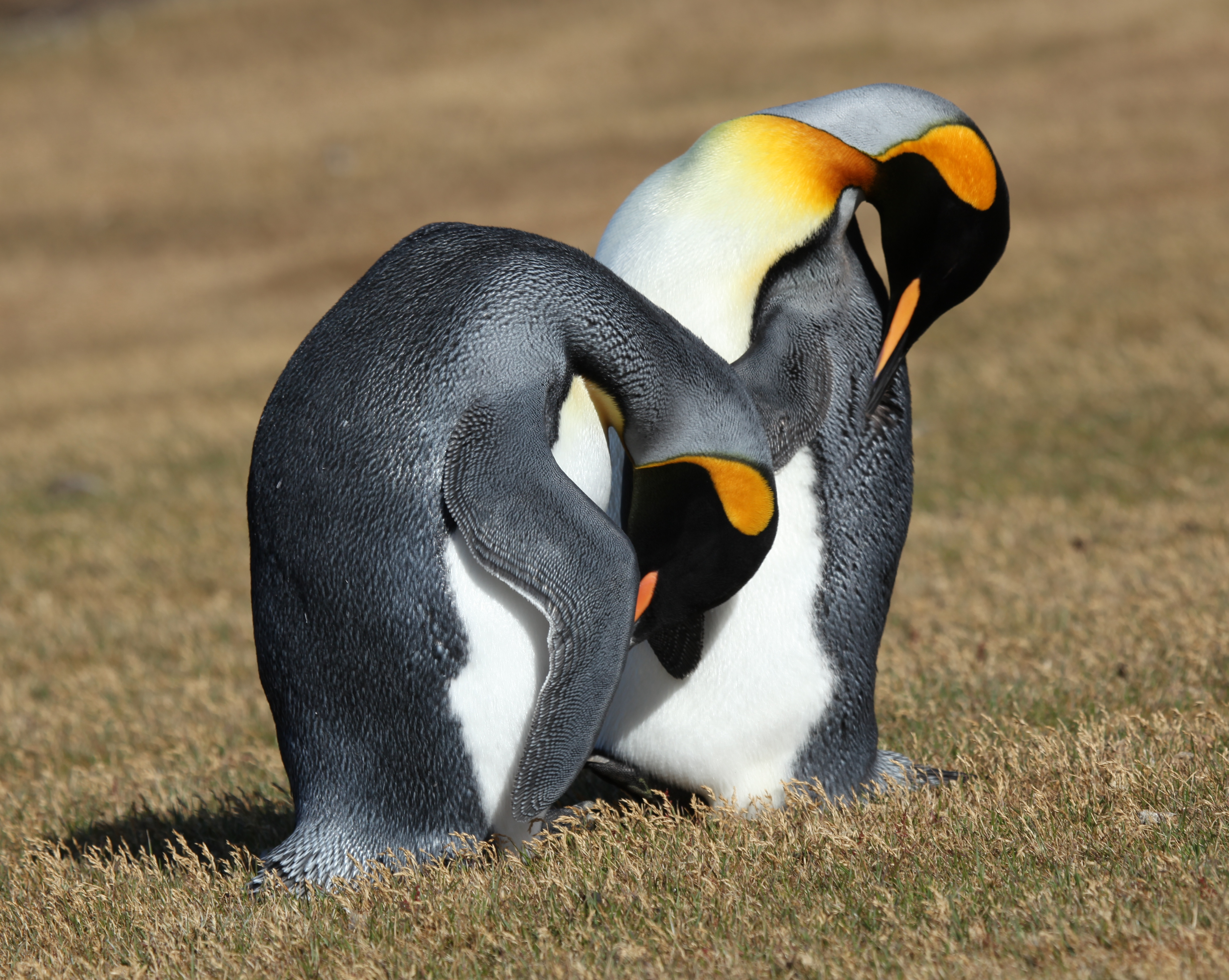
La bonne tenue du plumage est signe de bonne santé, et donc d'une bonne adaptation aux conditions du milieu, et donc d'une bonne valeur sélective potentielle. Donc, sélectionner les beaux plumages, et mettre en valeur son plumage, constituent deux avantages sélectifs.

La sélection naturelle de survie, exercée par les conditions environnementales, conduit à éliminer différentiellement les individus « les moins adaptés » — parce que ce sont les premiers à mourir de faim ou de maladie, ou à être la victime de prédateurs ou de parasites — et de ce fait, le succès reproductif des moins performants est également moindre. Ces différences d'adaptation sont en partie dues au hasard de la vie, mais également aux différences dans les formules génétiques des individus. Concrètement, les génotypes « moins performants » sont —par définition— ceux qui produisent —toutes choses égales par ailleurs— des individus mal adaptés à leur environnement, ce qui se traduit physiquement dans le phénotype, par des carences dans le développement ou des insuffisances dans les performances. Il y a donc une corrélation entre le bon état général d'un individu et la bonne adaptation de son génotype ; et à terme, la sélection naturelle de survie tend à limiter le patrimoine génétique aux seules combinaisons de gènes performantes.
L'emballement fisherien ne peut fonctionner que dans un contexte de sélection sexuelle, où (généralement) la femelle cherche à choisir le partenaire sexuel le mieux adapté possible à son environnement, de manière à maximiser la probabilité de succès reproductif de sa descendance. Dans ce but, il lui faut identifier les individus dont le succès reproductif sera le plus probable, succès qu'il est alors souhaitable de partager. Le bon état étant un indicateur de bonne adaptation, les individus de sexe opposé tendent naturellement à rejeter les candidats qui présentent les signes d'une mauvaise adaptation : les rachitiques, les mal nourris, les éclopés... et d'une manière générale, tout ce qui ne ressemble pas au type de développement idéal de l'espèce.

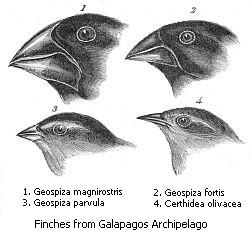
La bonne adaptation physique ou comportementale des pinsons de Darwin à leur environnement est corrélée à des traits divergents dans le chant ou la parade nuptiale.

Cette sélection sexuelle anticipe et renforce la sélection naturelle de survie, dans la mesure où les individus les moins performants sur le plan de la survie se voient refuser la possibilité de procréer, et donc ont en plus un moindre succès reproductif. En règle générale, les mutations génétiques aléatoires sont le plus souvent nocives, et la sélection sexuelle, éliminant les mauvaises mutations, conduit à maintenir le patrimoine génétique de l'espèce proche de l'optimum, encore plus fermement que ne le fait la sélection naturelle de survie. 
Cependant, certaines variations accidentelles peuvent être neutres en n'apportant pas de grave désavantage pour la survie, c'est-à-dire ne nuisant pas aux adaptations particulières de l'espèce à son environnement, tandis que d'autres peuvent même être bénéfiques en termes de valeur sélective face à la sélection naturelle. De plus, ces variations du génotype peuvent être corrélées à des variations du phénotype. Lorsqu'elles n'apportent aucun inconvénient important, elles sont associées au bon état général des individus qui les portent. Ces variations individuelles du phénotype sont alors un bon indicateur de la présence de mutations neutres ou bénéfiques au regard du sexe opposé. Dans ce cas, les individus de sexe opposé qui peuvent identifier préférentiellement cette corrélation bénéficient eux-mêmes d'un avantage reproductif, en transmettant des particularités neutres ou positives à leur descendance. C'est notamment lorsqu'une telle situation se manifeste que la compétition pour récupérer les « bons gènes » pour sa descendance conduit à un emballement fisherien.
Ainsi, lorsqu'une mutation génétique n'apporte pas d'inconvénient important, ou si elle conduit à un avantage sélectif de survie, la sélection naturelle permettra ou favorisera la diffusion de ce trait dans la population. Si, de plus, cette mutation est corrélée à un trait visible susceptible de faire l'objet d'une sélection sexuelle, sa diffusion conduira à un emballement fisherien. L'adaptation à différents milieux est alors susceptible de créer une radiation évolutive explosive.

### Initialisation — choix du partenaire sexuel
Fisher considère deux conditions fondamentales, qui doivent être satisfaites pour que le mécanisme d'emballement puisse conduire à une sélection évolutive de traits d'ornementation extrêmes :
1. Une préférence sexuelle, exprimée par au moins l'un des sexes ;
2. Un avantage reproductif associé à cette préférence[8] (que ce soit vis-à-vis de sélection naturelle de survie ou de la seule sélection sexuelle).

Chez beaucoup d'espèces les mâles sont plus en compétition sexuelle entre eux que les femelles entre elles pour l'accès au sexe opposé, c'est alors la préférence sexuelle de la femelle qui conduit à l'emballement d'un trait hérité du mâle.
Dans ce mécanisme, le choix est le plus souvent fait par la femelle, parce que l'investissement reproductif de la femelle nécessaire pour produire les œufs et s'occuper des petits est beaucoup plus important que celui du mâle, dont l'investissement est généralement limité à la production de ses gamètes et à l'accouplement. Le mâle peut le plus souvent réaliser un nombre quasiment sans limite d'accouplements fécondants, et avoir une nombreuse descendance à chaque saison de reproduction s'il a accès à de nombreuses femelles. La femelle est beaucoup plus limitée, généralement elle n'a besoin d'être fécondée que par un seul partenaire par cycle reproductif. À cause de cette dissymétrie, c'est généralement la femelle qui subit une pression sélective la plus importante sur sa capacité à protéger son investissement dans la reproduction. Choisir le partenaire sexuel le plus prometteur lui assurera que sa descendance relativement limitée aura l'adaptation évolutive la meilleure possible, ce qui implique de choisir le meilleur mâle. Il en résulte une forte sélection sexuelle envers les mâles exercée par les femelles, qui cause une forte concurrence entre les mâles pour accéder aux femelles. Le mâle quant à lui a généralement intérêt à multiplier les copulations sans être trop regardant sur la partenaire du moment, il n'exerce donc que peu de sélection sexuelle envers les femelles.
Mais le cas inverse, celui d'une sélection sexuelle des femelles par les mâles, existe également chez certaines espèces. Et les deux directions dans la sélection sexuelle peuvent exister simultanément.

### Fondement génétique
L'emballement sélectif suppose qu'aussi bien la préférence sexuelle des femelles que le trait visible du mâle sont variables et héritables. Dans ce cas, et dans la mesure où la préférence pour le trait conduit à un avantage reproductif, la préférence et le trait se retrouveront dans les générations suivantes (puisqu'ils sont héritables), et tendront à se répandre dans la population (puisqu'ils conduisent à un avantage reproductif).

### Choix de la femelle
Fisher indique que la sélection de traits exagérés chez le mâle est alors le fruit d'une pression sélective que crée la préférence sexuelle exagérée de la femelle pour ce même trait.
« Au lieu de considérer que la préférence conduisant à une sélection sexuelle doit être une tendance fondamentale, qui ne peut être démontrée que par observation directe, on peut supposer que les critères de choix d'un individu [...] peuvent être considérés comme le résultat d'un processus évolutif, conditionné par l'avantage sélectif relatif qu'une préférence portant sur ces critères peut leur conférer. Lorsqu'en effet une espèce présente une variabilité visible, [...] il y aura une pression sélective favorisant les individus de l'autre sexe qui à la fois discriminent le plus finement les traits faisant l'objet de cette variabilité, et qui de plus choisissent la version associée à un avantage reproductif. » (Fisher, R.A. (1930) The Genetical Theory of Natural Selection.)
« Il s'ensuivra cependant des conséquences remarquables [...] pour une espèce où la préférence de [...] la femelle a une grande influence sur le succès reproductif du mâle lui-même. [..] le trait tendra à s'accentuer, tant que le désavantage qu'il implique pour la survie du mâle est plus que compensé par l'avantage reproductif qu'il lui confère à travers cette sélection sexuelle [...] et il y aura également une pression de sélection pour que la préférence de la femelle soit plus marquée. » (Fisher, R.A. (1930) The Genetical Theory of Natural Selection.)
Le « trait » sélectionné par la femelle peut être n'importe quelle expression du génotype. Il s'agit souvent d'un trait physique, conduisant à un dimorphisme sexuel ; mais ce peut également être un trait comportemental, comme la parade nuptiale proprement dite ; voire une expression du « phénotype étendu » dans toute sa généralité, comme la réussite sociale d'un mâle au sein d'un groupe.

### Rétroaction positive

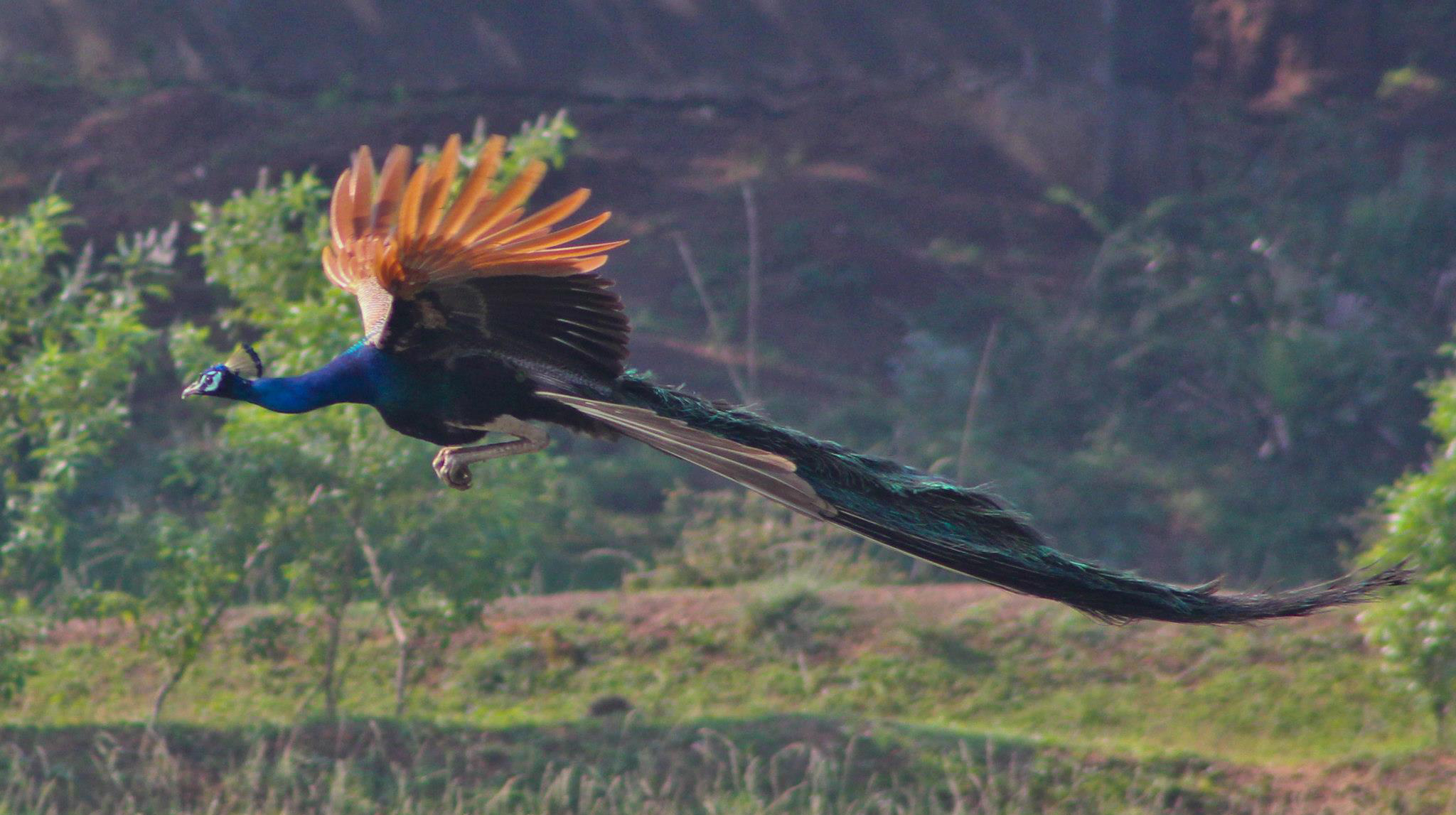
Le paon illustre la théorie d'emballement fisherien.

Au fil des générations, il y aura une rétroaction positive conduisant à produire des mâles présentant des traits de plus en plus marqués, et des femelles exprimant des préférences de plus en plus marquées pour ces traits. Cette rétroaction positive conduira à une dérive explosive à la fois du trait et de sa préférence. 
« Les deux caractères affectés par un tel processus, à savoir le développement du trait chez le mâle, et la préférence sexuelle de ce trait chez la femelle, doivent donc aller de pair, et [...] se développeront de plus en plus rapidement. Il est facile de voir que cette évolution sera d'autant plus marquée que ces traits auront été renforcés, et que le développement de ces traits croîtra exponentiellement, ou suivant une progression géométrique. » (Fisher, R.A. (1930) The Genetical Theory of Natural Selection.)
Cet emballement exponentiel suppose que la femelle choisisse systématiquement la valeur extrême du trait dans la population, et non une valeur de référence. Si la femelle préférait voir tel trait développé chez le mâle parce qu'il est corrélé à une bonne adaptation, il n'y aurait a priori pas de raison de le rechercher sous une forme « trop développée ».
Plus précisément, dans la mesure où les traits présentent une certaine variabilité, l'accentuation du trait faisant l'objet d'une sélection et sa corrélation à une bonne adaptation est plus ou moins visible, et la zone de variabilité du trait peut recouvrir celle des individus moins performants. Dans ce cas, la sélection préférentielle du trait accentué fait que ce trait est sélectionné y compris chez les individus moins performants, qui ne sont alors pas distingués des plus performants.
Pour Amotz Zahavi, un mécanisme alternatif à celui de l'emballement fisherien est la théorie du handicap qui propose que la préférence des femelles a évolué parce qu'elle permet aux femelles de s'apparier avec les mâles ayant une aptitude élevée.

### Rétroaction finale négative

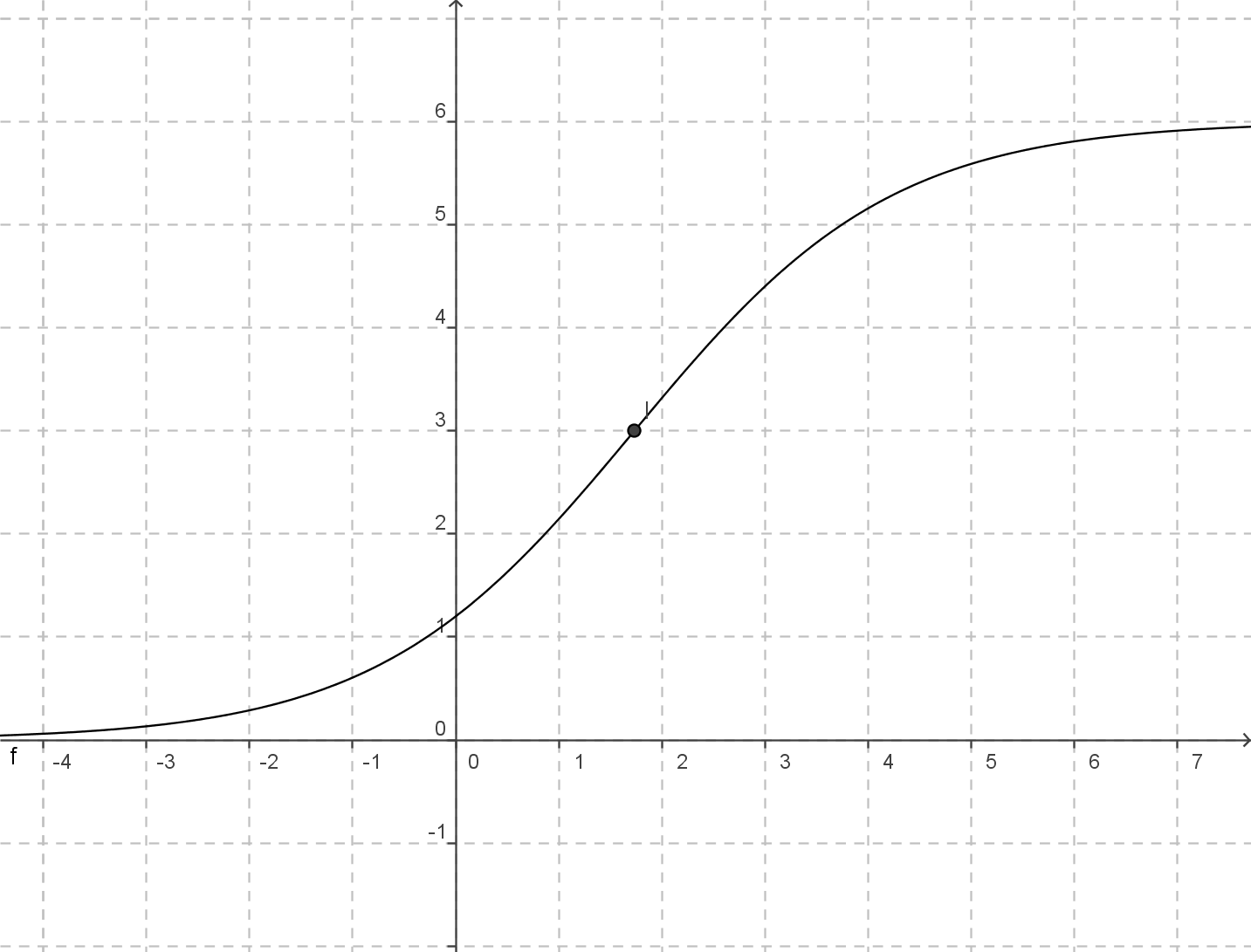
Un caractère sexuel secondaire subissant dans une population une rétroaction positive régulée par une rétroaction négative évolue suivant une fonction logistique.

La divergence explosive se poursuit jusqu'à ce que le coût de production de ce trait devienne trop important par rapport au bénéfice reproductif qu'apporte sa possession, ou jusqu'à ce qu'il redevienne non significatif.
« Un tel processus doit nécessairement buter sur une limite. Deux butées paraissent évidentes. Au bout d'un certain temps, la contre-sélection des mâles moins ornés sera telle qu'ils disparaîtront, faisant disparaître en même temps pour les femelles l'avantage sélectif qu'avait cette préférence sexuelle ; le développement du trait visible du mâle et de la préférence de la femelle ne subiront alors plus de pression sélective, et la situation redeviendra stable. La butée sera encore plus nette si le handicap que subit le mâle à cause du développement excessif de son trait devient tel que sa survie même s'en trouve compromise, ce qui met en cause le processus dans sa racine même, en rendant inintéressant l'avantage reproductif apporté au mâle par la préférence de la femelle. » (Fisher, R.A. (1930) The Genetical Theory of Natural Selection.)
Dans les deux cas de limite signalés par Fisher, l'évolution initiale est en fin de compte régulée par une rétroaction négative, qui freine l'emballement et stabilise la population sur un point particulier de son évolution.
- Lorsque le trait sélectionné n'entraîne pas de handicap particulier, la rétroaction négative vient de ce qu'au bout d'un certain temps la majorité des individus de la population portent le même trait, et donc que l'avantage reproductif associé au port de ce trait diminue, de même que la pression de sélection poussant à rechercher spécifiquement ce trait diminue en proportion.
- Lorsque le trait sélectionné implique un handicap, la rétroaction négative vient de la sélection naturelle qu'entraîne ce handicap.

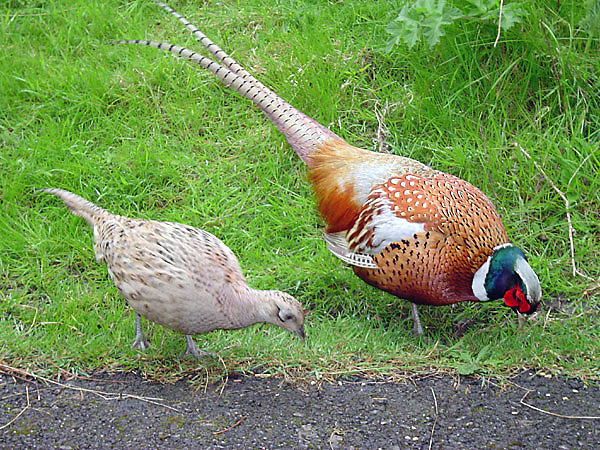
Exemple de dimorphisme sexuel : faisan femelle (gauche) et mâle (droite).

Dans tous les cas, l'emballement fisherien conduit dans un premier temps à une évolution exponentielle, donc explosive à l'échelle de l'évolution du vivant. Mais à long terme, les traits qui résultent de cet emballement tendent à être répartis de manière homogène dans la population, et ne font donc plus l'objet d'une pression de sélection efficace dans le processus de sélection sexuelle qui en est à l'origine. Ou alors ces traits deviennent des désavantages trop importants pour l'adaptation à l’environnement. L'existence nécessaire d'une telle limite ne signifie pas qu'il ne peut pas y avoir de sélection sexuelle dans une population stabilisée, mais simplement qu'une telle sélection, quand elle existe, ne peut pas conduire à un emballement infini.
Le trait sélectionné par la femelle chez le mâle peut être un trait s'exprimant spécifiquement chez les mâles, comme la parade nuptiale, mais il peut aussi bien s'exprimer chez les deux sexes, comme la longueur de la queue chez certains oiseaux par exemple. Toutefois, si le développement du trait chez les mâles par la sélection sexuelle conduit à un handicap de survie aussi chez les femelles qui en héritent, l'expression de ce trait chez les femelles fera l'objet d'une sélection naturelle négative. La femelle doit consommer beaucoup d'énergie pour produire des œufs ou embryons puis élever ses petits chaque année afin d'assurer sa descendance, et durant ce temps elle et sa progéniture sont particulièrement vulnérables face aux prédateurs. Elle a également un fort intérêt à échapper aux prédateurs sur le long terme pour pouvoir se reproduire plusieurs années de suite afin de produire un nombre plus important de jeunes. Pour le cas des espèces où la femelle peut facilement être fécondée par le mâle de son choix, les ornements sexuels coûteux n'apportent aucun avantage reproductif à la femelle. La régulation de l'expression d'une partie des caractères sexuels secondaires par les hormones sexuelles résout le plus facilement ce problème. Ainsi, lorsqu’il y a une forte divergence des avantages reproductifs entre les mâles et les femelles pour le port des caractères sexuels secondaires, cela entraîne le développement d'un important dimorphisme sexuel.

### Caractère arbitraire du trait

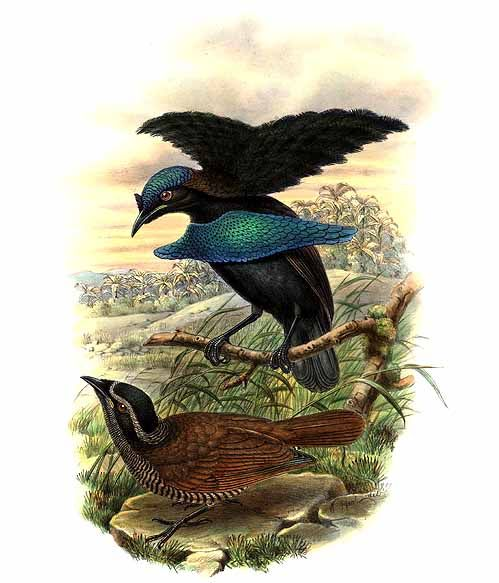
Les plumes du paradisier superbe illustrent le résultat arbitraire d'une dérive explosive, ici sur les plumes du col.

Selon Fisher, n'importe quel trait visible pouvant traduire une bonne valeur sélective, même s'il n'est pas par lui-même porteur d'un avantage sélectif de survie, peut être à l'origine d'un emballement sélectif, dès lors qu'il peut attirer l'attention de l'autre sexe, et présenter dans la population une variabilité suffisante pour que les candidats partenaires sexuels puissent être comparés entre eux sur ce critère. Ce point découle de sa théorie, et a pour conséquence que le trait visible ainsi sélectionné est pour l'essentiel arbitraire au point de départ du processus. Différentes populations peuvent choisir des traits différents.
Dans son article de 1915, Sur l'évolution des préférences sexuelles, Fisher indique que la « préférence sexuelle » nécessaire pour enclencher ce mécanisme n'a pas besoin de reposer sur une notion de beauté prédéfinie. On peut aussi le formuler ainsi : la beauté et sa perception, au sens sexuel, avec les critères plus ou moins stéréotypés et sophistiqués qui la définissent pour une espèce ou une population, sont une conséquence de la sélection sexuelle et de son emballement évolutif, mais n'en constituent pas une cause préalable.
Cette conséquence théorique est confirmée par l'observation de populations isolées de pterocliformes, où le mâle peut présenter des variations nettes d'une population à l'autre.,,,